# Classe Kilo (romanzo)
Classe Kilo è il secondo libro di Patrick Robinson che dopo il successo di Classe Nimitz, vede ancora l'Ammiraglio Arnold Morgan impegnato a difendere il suo amato paese da eventuali minacce nascoste, silenziose e invisibili. Il sommergibile Kilo.
Ma la sua paura, presa molte volte come paranoia da chi gli lavora intorno, si rivela presto esserne più di una.

## Trama
Con l'impoverimento sempre più forte della Ex Unione Sovietica, la Russia si vede costretta ad aumentare l'esportazione di uno dei suoi gioielli, il sottomarino Classe Kilo. Tra i maggiori acquirenti di questo battello vi sono i cinesi, che ne acquistano 10.
Saputo della transazione Russo-Cinese, L'ammiraglio A. Morgan non perde tempo a raccogliere idee, piani e astuzia per far sì che questo non avvenga.

## Edizioni
- Patrick Robinson, Classe Kilo, traduzione di Isabella Bolech Russo, collana TEADUE, Longanesi, 1999,  p. 386, ?.